# Борки (Городокский район)
Борки — деревня в Городокском районе Витебской области Белоруссии. Входит в состав Межанского сельсовета, ранее входила в Руднянский сельсовет.
Находится примерно в 4 верстах к востоку от деревни Рудня.

## Население
- 1999 год — 12 человек
- 2010 год — 7 человек[3]
- 2019 год — 1 человек[1]